# Интреччалальи, Антонио Аугусто
Анто́нио Аугу́сто Интреччала́льи (итал. Antonio Augusto Intreccialagli) в монашестве Антоний Иисуса (итал. Antonio di Jesu; 18 февраля 1852, Монте-Компатри, Папская область — 19 сентября 1924, Монреале, Итальянское королевство) —  иерарх Римско-католической церкви — 33-й архиепископ Монреале, 6-й титулярный архиепископ Сердики с титулом монсеньор, 4-й епископ Кальтаниссетты, священник и монах ордена босых братьев Блаженнейшей Девы Марии с горы Кармил (O.C.D.), досточтимый.

## Биография

### Ранние годы и монашество
Антонио Аугусто Интреччалальи родился в Монте-Компатри, небольшом городке близ Рима, 18 февраля 1852 года. Он был первым ребёнком в семье Джузеппе Интреччалальи и Аннунциаты, урождённой Раффаэлли, после которого у родителей родились ещё девять детей. В десять лет был допущен до первого причастия. На шестнадцатом году получил таинство конфирмации.
В 1867 году вступил в орден босых братьев Блаженнейшей Девы Марии с горы Кармил и поступил в новициат в монастыре Санта-Мария-делла-Скала в Риме, взяв новое имя Антония Иисуса. В следующем году, 20 января, принёс временные монашеские обеты.
Для получения образования был направлен в семинарию в монастыре Санта-Тереза в Капрароле, где изучал философию и теологию. В 1872 году монастырь был упразднён светскими властями. Семинария продолжила работу на чердаке палаццо Фарнезе. Для студентов и преподавателей это были годы испытаний, которые Антонио Аугусто преодолевал с оптимизмом. По окончании семинарии в его характеристике к рукоположению, кроме усердия и безупречного поведения, был указан позитивный характер. 22 мая 1875 года в соборе Санта-Мария-Маджоре в Чивита-Кастеллана он был рукоположён в священники.
Во время пребывания в монастыре Санта-Мария-делла-Виттория в Риме, Антонио Аугусто завершил образование в Григорианском университете. Некоторое время после этого служил при возвращённом ордену монастыре Санта-Тереза в Капрароле. В 1883—1885 годы был приором монастыря Сан-Сильвестро в Монте-Компатри. Затем дважды избирался приором монастыря Санта-Мария-делла-Скала в Риме: в 1885—1888 и 1888—1891 годах.
Антонио Аугусто был избран и прослужил три срока на посту провинциала Римской провинции ордена босых братьев Блаженнейшей Девы Марии с горы Кармил: с 1891 по 1894, с 1897 по 1900 и с 1903 по 1906 годы. За это время он построил дормиторий для семинаристов-теологов в семинарии в Монте-Компатри и школу для аспирантов в Монтеверджине. В 1893 году основал монастырь Мадонна дель Кармине в Чепрано. В 1906 году добился возвращения ордену старой базилики святого Валентина в Терни. С 1900 по 1903 год был также провинциальным адвокатом ордена. С 1902 по 1907 год — генеральным постулатором по вопросам беатификации и канонизации членов ордена.

### Служение в курии
Антонио Аугусто был сторонником церковной реформы святого папы Пия X. В 1896 году он был назначен консультантом конгрегации епископов и монахов, затем консультантом священной конгрегации обрядов, неоднократно назначался апостольским визитатором в новые монашеские институты и епархиальные семинарии.
В этот период и за время своего архиерейского служения им была оказана помощь в утверждении общества Божественного Спасителя (S.D.S.), конгрегации сестёр миссионерок католического апостольства (S.A.C.), института дочерей милосердия и Креста (F.M.C.), конгрегации сестёр капуцинок Непорочной из Лурда (S.C.I.L.), института сестёр облаток Божественной любви (O.D.A.), института сестёр урсулинок Святого Семейства (O.S.F.) и института сестёр милосердия Непорочного Зачатия (S.C.I.C.).
Талант конфессионала помогал ему в общении со многими основателями институтов посвящённой жизни. Антонио Аугусто был духовником святой Франчески Саверии Кабрини и блаженной Терезы фон Вюлленвебер. Он был другом и советником блаженной Терезы Аделаиды Манетти и досточтимого Иоганна Баптиста Йордана.

### Епископство и поздние годы
Несмотря на протекцию святого папы Пия X, Антонио Аугусто не был избран генеральным приором ордена босых братьев Блаженнейшей Девы Марии с горы Кармил на капитуле в Риме 20 апреля 1907 года. «Они не захотели его, в таком случае, я забираю его себе», — сказал папа и в тот же день назначил Антонио Аугусто епископом Кальтаниссетты. Узнав о своём назначении, Антонио Аугусто стал умолять святого папу Пия X уволить его от этой чести. «Никогда прежде я не служил епископом», — сказал он, исчерпав все аргументы. «Как и я никогда прежде не служил папой», — ответил понтифик. 24 июля 1907 года состоялось наречение Антонио Аугусто в епископы Кальтаниссетты, 28 июля — хиротония.
В своём первом послании, обращаясь к пастве, он сказал: «Я пришёл, чтобы жить среди вас, разделяя ваши радости и скорби». Преодолевать конфликты между епархиальными священниками Антонио Аугусто помогало чувство юмора. «Меня зовут Интреччалальи (прим. авт. — с ит. плетельщик)», — говорил он, — «и как бы я хотел переплести сердца своих священников». Новый епископ много заботился о благоустройстве епархии и благосостоянии паствы. В 1912 году им была устроена епархиальная семинария. Под его духовным руководством начали своё служение Антоньетта Маццоне и Марианна Амико-Роксас.
24 июля 1911 года Антонио Аугусто был назначен апостольским администратором Монреале. 16 марта 1914 года — титулярным архиепископом Сардики и преемником на кафедре Монреале, на которую он взошёл 31 июля 1919 года. Здесь ему пришлось решать не только проблемы епархиального духовенства и прихожан, но и противостоять попыткам мафии превратить церковные приходы в предмет торговли. Он говорил: «Эти люди не знают, что значит быть епископом. Я никогда не нарушу своих обязанностей и не изменю ни справедливости, ни милосердию. Они могут забрать мою жизнь, но не душу!»
С возрастом состояние здоровья архиепископа ухудшилось. Врачи посоветовали ему покой и свежий воздух. В начале июня 1924 года он прибыл в Монте-Компарти, но по случаю VIII Национального евхаристического конгресса, в сентябре того же года вернулся в Палермо. Антонио Аугусто Интреччалальи, или Антоний Иисуса тихо скончался в Палермо 19 сентября 1924 года.

### Процесс
Почитание «святого архиерея», как прозвал его народ, продолжилось и после смерти. Антонио Аугусто был похоронен в часовне конгрегации дочерей святой Анны (F.S.A.) на кладбище в Монреале. В 1936 году его останки были перенесены в капеллу Святых Даров в соборе Рождества Пресвятой Богородицы. При гробнице покойному архиепископу совершают поминальные службы.
Заявителями на процессе по причислению Антонио Аугусто к лику блаженных выступили монахи ордена босых братьев Блаженнейшей Девы Марии с горы Кармил из монастыря Сан-Сильвестро в Монте-Компатре и епархиальная курия в Монреале. Информационный процесс был открыт в 1952 году и закрыт через два года. Апостольский процесс был открыт в 1975 году и также закрыт через два года. Декрет о признании обоих процессов был издан в 1982 году. Святой папа Иоанн Павел II декретом от 22 января 1991 года признал добродетели кандидата совершёнными в героической степени, вслед за чем ему был присвоен титул досточтимого.

### Биографии
- Di Muzio, Luigi Carlo. Una Luce da Monreale: biografia di Antonio Augusto Intreccialagli dei Carmelitani scalzi, vescovo di Caltanissetta e arcivescovo di Monreale, 1924 :  [итал.]. — Roma : Teresianum, 1975. — 329 p.
- Evola, Francesco. Il servo di Dio Antonio Augusto Intreccialagli dei Carmelitani Scalzi, vescovo di Caltanissetta, arcivescovo di Monreale (1852–1924) :  [итал.]. — Carmelitani Scalzi della provincia Romana, 1956. — 110 p.

### Сочинения
- Intreccialagli, Antonio Augusto. Giliberto, Antonio. Scritti pastorali :  [итал.]. — Caltanissetta : Edizioni del Seminario, 1984. — 175 p.
- Intreccialagli, Antonio Augusto. Naro, Massimo. Movimento cattolico e rinnovamento ecclesiale in Sicilia nel primo Novecento :  [итал.]. — Palermo : Centro siciliano Sturzo, 2005. — 159 p.
- Intreccialagli, Antonio Augusto. Naro,  Cataldo. Lettere a Giulia Vismara e a Marianna Amico Roxas: (1904–1924) :  [итал.]. — San-Cataldo : Compagnia di Santa Orsola, Istituto secolare delle Figlie di Santa Angela Merici, 1981. — 85 p.